# Jelšava
Jelšava es un municipio del distrito de Revúca en la región de Banská Bystrica, Eslovaquia, con una población estimada a final del año 2024 de 3177 habitantes.
Se encuentra ubicado al este de la región, en la cuenca hidrográfica del río Sajó —un afluente derecho del río Tisza— y cerca de la frontera con la región de Košice.

## Demografía
| Año        | 1994 | 2004     | 2014    | 2024    |
| ---------- | ---- | -------- | ------- | ------- |
| Población  | 2909 | 3249     | 3191    | 3177    |
| Diferencia |      | +11,68 % | −1,78 % | −0,43 % |

| Año        | 2023 | 2024    |
| ---------- | ---- | ------- |
| Población  | 3160 | 3177    |
| Diferencia |      | +0,53 % |